# 鐵礦鎮

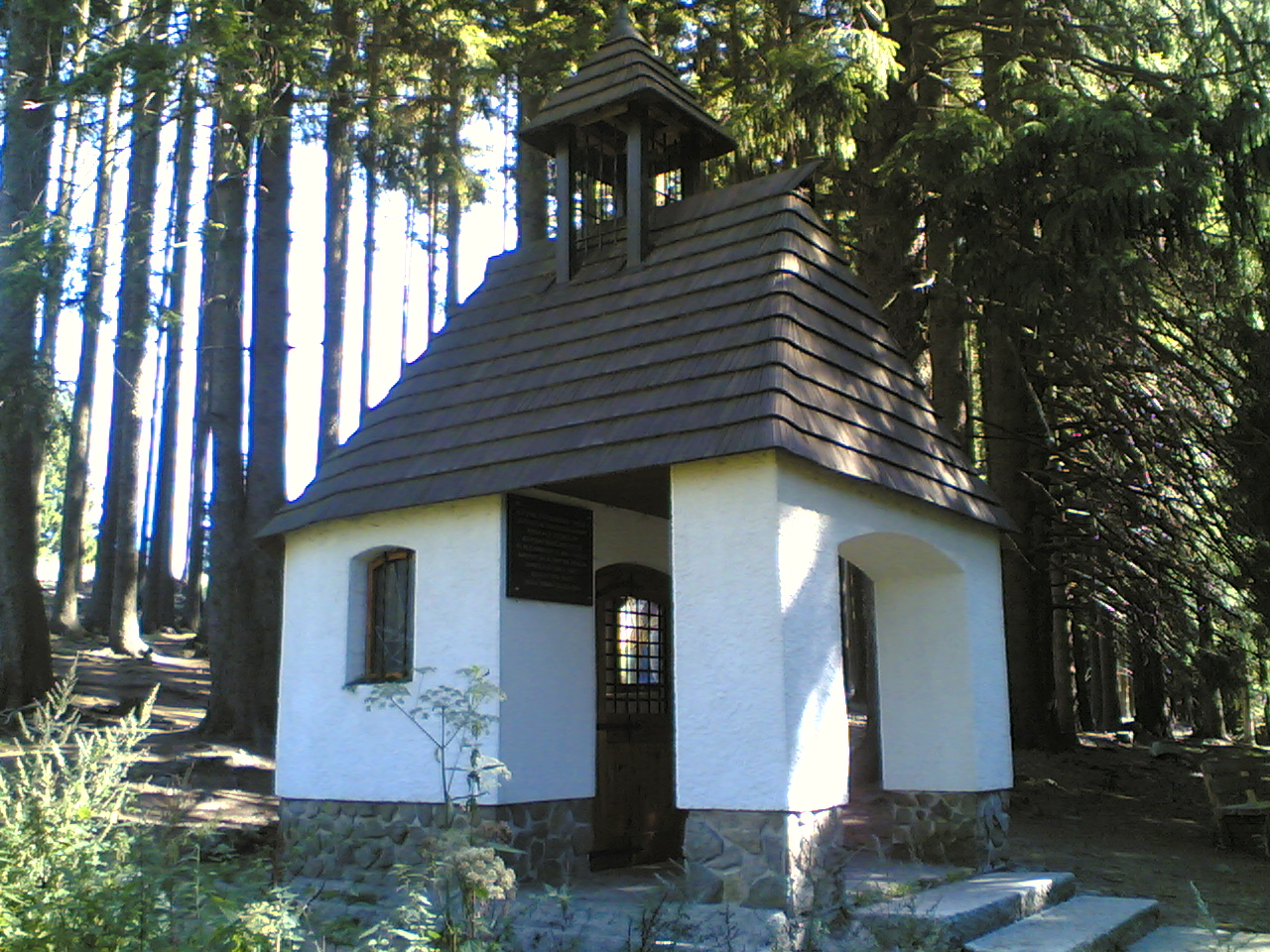

鐵礦鎮（捷克语：Železná Ruda；德语：Markt Eisenstein）是捷克的城鎮，位於該國西南部，毗鄰與德國接壤的邊境，由比爾森州負責管轄，面積79.79平方公里，海拔高度820米，主要經濟活動是旅遊業，2015年人口1,745。